# Hikaru Fujishima
Hikaru Fujishima (født 5. april 1989) er en tidligere japansk fodboldspiller.
Han har spillet for flere forskellige klubber i sin karriere, herunder Grulla Morioka og Vanraure Hachinohe.